# 役滿貫
役滿貫，簡稱役滿，又作四倍滿、倍倍滿、數滿貫，廣東、香港稱爆棚，又作爆膨、四辣，指麻將中較難以湊成的牌型、翻數累計達一定翻數以上或較難達成的和牌方式等上述情況都稱之為役滿，可分為累計役滿和役滿役。
在日本麻将，闲家役满可获得32000点，庄家则为48000点。

## 累計役滿
翻譯為累計役滿、統計役滿、數役滿等等，此外在日本某些地區將稱作四倍滿、數滿貫。
指牌型非役滿役但翻數累計達13翻（含）以上之情形。
例1:

和
则至少有清一色 6翻 + 純全帶么 3翻 + 二盃口 3翻 + 平和 1翻 = 13翻 （累計役滿）

例2：

   和

则至少有混一色3翻+混全带幺九2翻+三暗刻2翻+三杠子2翻+小三元2翻+白1翻+发1翻=13翻 （累計役滿）

例3：

聽

榮和的話翻數為：混一色3翻+混老頭2翻+三暗刻2翻+對對和2翻+小三元2翻+發1翻+白1翻（或中1翻）=13翻 （累計役滿）

自摸的話翻數為：四暗刻（役滿）

例4：

王牌區

   和

则至少有混一色2翻+對對和2翻+混老頭2翻+小三元2翻+白1翻+发1翻+懸賞牌11翻=21翻 （累計役滿）
例5：

王牌區

和
则至少有立直 1翻 + 懸賞牌12翻 = 13翻 （累計役滿）

例6：

   自摸：（槓牌）   

   自摸：   

则至少有清一色5翻+對對和2翻+三暗刻2翻+三槓子2翻+嶺上開花1翻+赤懸賞牌1翻=13翻 （累計役滿）

## 役滿役
該役種為日本麻將最高級的役種，達成條件都是相當困難的。一般規則下役滿役可以與役滿役複合，但不能與懸賞牌以及役滿役以外的役種複合（特殊、青天井或地區規則除外）。
某些役種在不同地區中，會成為兩倍役滿、四倍役滿等情況。
在正式日本麻將中，最大的牌為六倍役滿：
天和／四槓子1＋字一色1＋四暗刻單騎2＋大四喜2，288000點
在包含地方役中，最大的牌為十三倍役滿：
八連莊1＋石上三年1＋字一色1＋四暗槓2＋四暗刻單騎2＋四槓子1＋大四喜2＋超大四喜3，624000點

### 牌型役滿
役滿役之一，指牌型達成特定役種之成立條件，這些役種全部都是較難以湊成的牌型。
役種
- 四暗刻（含四暗刻單騎）
- 大三元
- 國士無雙（含國士無雙十三面聽）
- 字一色
- 綠一色
- 小四喜
- 大四喜
- 清老頭
- 九蓮寶燈（含純正九蓮寶燈）
- 四槓子

常見古役／地方役
- 四連刻
- 五族協和
- 紅孔雀
- 黑一色
- 大車輪
- 大竹林
- 大數鄰
- 大七星

### 和牌役滿
役滿役之一，指在特定條件下、以特定的方式和牌才能成立的情況，出現機率都極低。
役種
- 天和
- 地和

古役／地方役
- 人和[2]
- 月見開花
- 石上三年
- 八連莊

1. ↑  如四暗刻不能與對對胡複合，九蓮寶燈不能與清一色複合等。
2. ↑  一般日麻規則無該役種，部分特殊或地區規則為役滿役、倍滿役、跳滿役等等不同規定，須事先確認。